# Andreas Vinciguerra
Andreas Vinciguerra (Malmö, 19 februari 1981) is een Zweeds tennisser, die in 1998 toetrad tot de professionals.
Vinciguerra behaalde tot op heden één ATP-toernooizege in het enkelspel door landgenoot Magnus Larsson te verslaan in de finale van het ATP-toernooi van Kopenhagen in 2000.

## Palmares

#### Enkelspel
| Legenda                       | Legenda               |
| ----------------------------- | --------------------- |
| Grand Slam                    |                       |
| Olympische Spelen             |                       |
| tot 2009                      | vanaf 2009            |
| Tennis Masters Cup            | ATP Finals            |
| ATP Masters Series            | ATP Tour Masters 1000 |
| ATP International Series Gold | ATP Tour 500          |
| ATP International Series      | ATP Tour 250          |

| Nr.              | Datum            | Toernooi       | Ondergrond    | Tegenstander in finale | Score       | Details |
| ---------------- | ---------------- | -------------- | ------------- | ---------------------- | ----------- | ------- |
| Gewonnen finales |                  |                |               |                        |             |         |
| 1.               | 5 maart 2000     | ATP Kopenhagen | Hardcourt (i) | Magnus Larsson         | 6-3, 7-6(5) | Details |
| Verloren finales |                  |                |               |                        |             |         |
| 1.               | 11 juli 1999     | ATP Båstad     | Gravel        | Juan Antonio Marín     | 3-6, 6-7(4) | Details |
| 2.               | 16 juli 2000     | ATP Båstad     | Gravel        | Magnus Norman          | 1-6, 6-7(6) | Details |
| 3.               | 18 februari 2001 | ATP Kopenhagen | Hardcourt (i) | Tim Henman             | 3-6, 4-6    | Details |

## Prestatietabel
| Legenda | Legenda                          |
| ------- | -------------------------------- |
| g.t.    | geen toernooi gehouden           |
| l.c.    | lagere categorie                 |
| –       | niet deelgenomen                 |
| G       | uitgeschakeld in de groepsfase   |
| 1R      | uitgeschakeld in de eerste ronde |
| 2R      | uitgeschakeld in de tweede ronde |
| 3R      | uitgeschakeld in de derde ronde  |
| 4R      | uitgeschakeld in de vierde ronde |
| KF      | uitgeschakeld in de kwartfinale  |
| HF      | uitgeschakeld in de halve finale |
| F       | de finale verloren               |
| W       | het toernooi gewonnen            |
| w-v     | winst/verlies-balans             |

### Prestatietabel grand slam, enkelspel
| Toernooi        | 2000 | 2001 | 2002 | 2003 |
| --------------- | ---- | ---- | ---- | ---- |
| Australian Open | 3R   | 4R   | 2R   | 3R   |
| Roland Garros   | 1R   | 2R   | –    | 1R   |
| Wimbledon       | 2R   | 2R   | –    | 1R   |
| US Open         | 1R   | 1R   | 1R   | 2R   |